# Synanthedon squamata
Synanthedon squamata is een vlinder uit de familie wespvlinders (Sesiidae), onderfamilie Sesiinae.
Synanthedon squamata is voor het eerst wetenschappelijk beschreven door Gaede in 1929. De soort komt voor in het Afrotropisch gebied.